# 双三角錐
双三角錐（そうさんかくすい、Triangular dipyramid, Trigonal dipyramid）とは、赤道面が三角形の双角錐である。2つの合同な三角錐を底面同士で貼り合わせた形状をしており、6枚の三角形でできている。また三角形の形により次のような特別なものもある。

## デルタ六面体
デルタ六面体とは、デルタ多面体の一種で、全ての面が正三角形でできている双三角錐のことであり、12番目のジョンソンの立体である。

### 性質
- 面の面積: {\displaystyle {{\sqrt {3}} \over 4}a^{2}}
- 表面積: {\displaystyle {3{\sqrt {3}} \over 2}a^{2}}
- 体積: {\displaystyle {{\sqrt {2}} \over 6}a^{3}}
- 内接球半径: {\displaystyle {{\sqrt {6}} \over 9}a}

### 近縁な図形
| 正四面体 （半分に割る）              | 双三角錐柱 （間に正三角柱を追加）                    | 正八面体 （角錐の角の数を増やす） |
| 同相双三角台塔柱 （Expansionを行う） | 正四角錐 （特定の2枚の正三角形を正方形に置き換える） |                                   |

## 正三角柱の双対
正三角柱の双対とは、アルキメデスの正三角柱（底面と側面がともに正多角形の正三角柱）の双対となる多面体である。
カタランの立体と同様、二面角が等しいという性質を持つ。
- 構成面: 二等辺三角形（頂角 97.18°,底角 41.41°,辺の比率 1:1:{\displaystyle {\begin{matrix}{\frac {3}{2}}\end{matrix}}}）6枚
- 辺: 9
- 頂点: 5
- 双対: アルキメデスの正三角柱